# Mattias Krantz
Mattias Daniel Jesper Krantz (* 12. März 1997 in  Landvetter, Provinz Västra Götalands län) ist ein schwedischer Musiker und YouTuber.

## Wirken
Mattias Krantz experimentiert mit skurrilen Umbauten von Musikinstrumenten, um neue Klangeffekte zu erzeugen. Neben brachialen einfachen Methoden – wie dem Unterwasser-Setzen der Saiten eines Flügels im Korpus – nutzt er auch technisch ausgeklügeltere Methoden. So tauscht er beispielsweise die filzbezogenen Holzhämmerchen eines Flügels gegen Metallhämmerchen aus, die er mit Hilfe elektronischer Schaltungen unter Hochspannung setzt. Das nun zwischen den Metallhämmerchen und einer Metallplatte entstehende elektrische Plasma dient anstelle des Anschlagens der Saiten der Klangerzeugung, ähnlich wie bei einem Plasmalautsprecher. Mattias Krantz baute eine Ballongitarre, mit der durch Helium neue Klänge erzeugt werden können. Er tauscht Gitarrensaiten und Klaviersaiten gegeneinander aus und konstruierte eine Gitarre mit 360°-Hals. In Zusammenarbeit mit den Musiksoftware-Entwicklern von Impact Soundworks schuf er ein virtuelles Prepared Piano für sample-basierte Instrumente.